# Sân bay quốc tế Ing. Alberto Acuña Ongay
Sân bay quốc tế Ing. Alberto Acuña Ongay (IATA: CPE, ICAO: MMCP), cũng gọi là Sân bay quốc tế Campeche, là một sân bay ở Campeche, Campeche, México. Sân bay này được vận hành bởi Aeropuertos y Servicios Auxiliares, một công ty quốc doanh liên bang Mêhicô.

## Các hãng hàng không và các tuyến điểm
- Aeroméxico
  - Aeroméxico Connect (Mexico City)
- ALMA de Mexico (Cancun, Toluca) [bắt đầu ngày 1 tháng 7 năm, 2008]

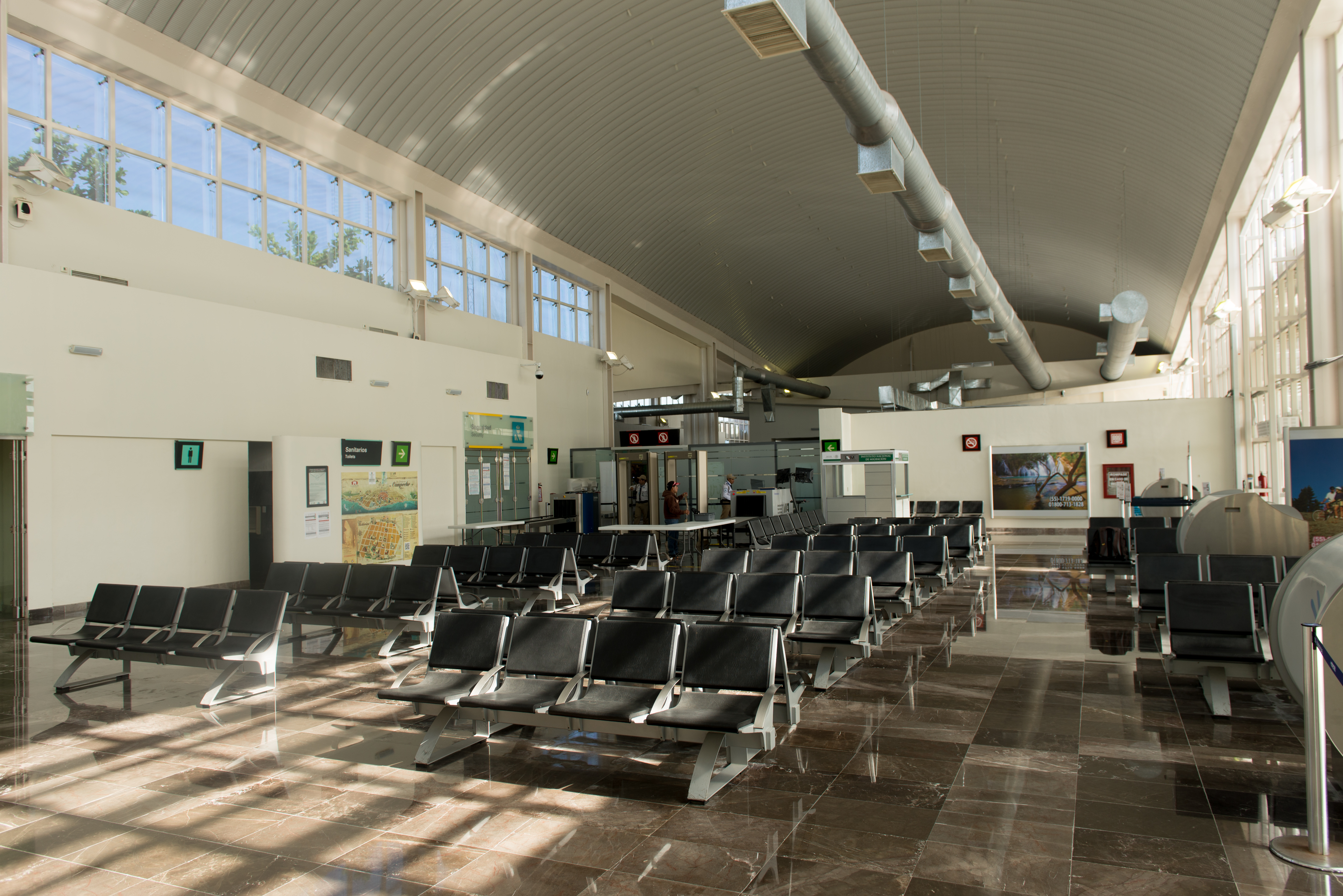
Terminal
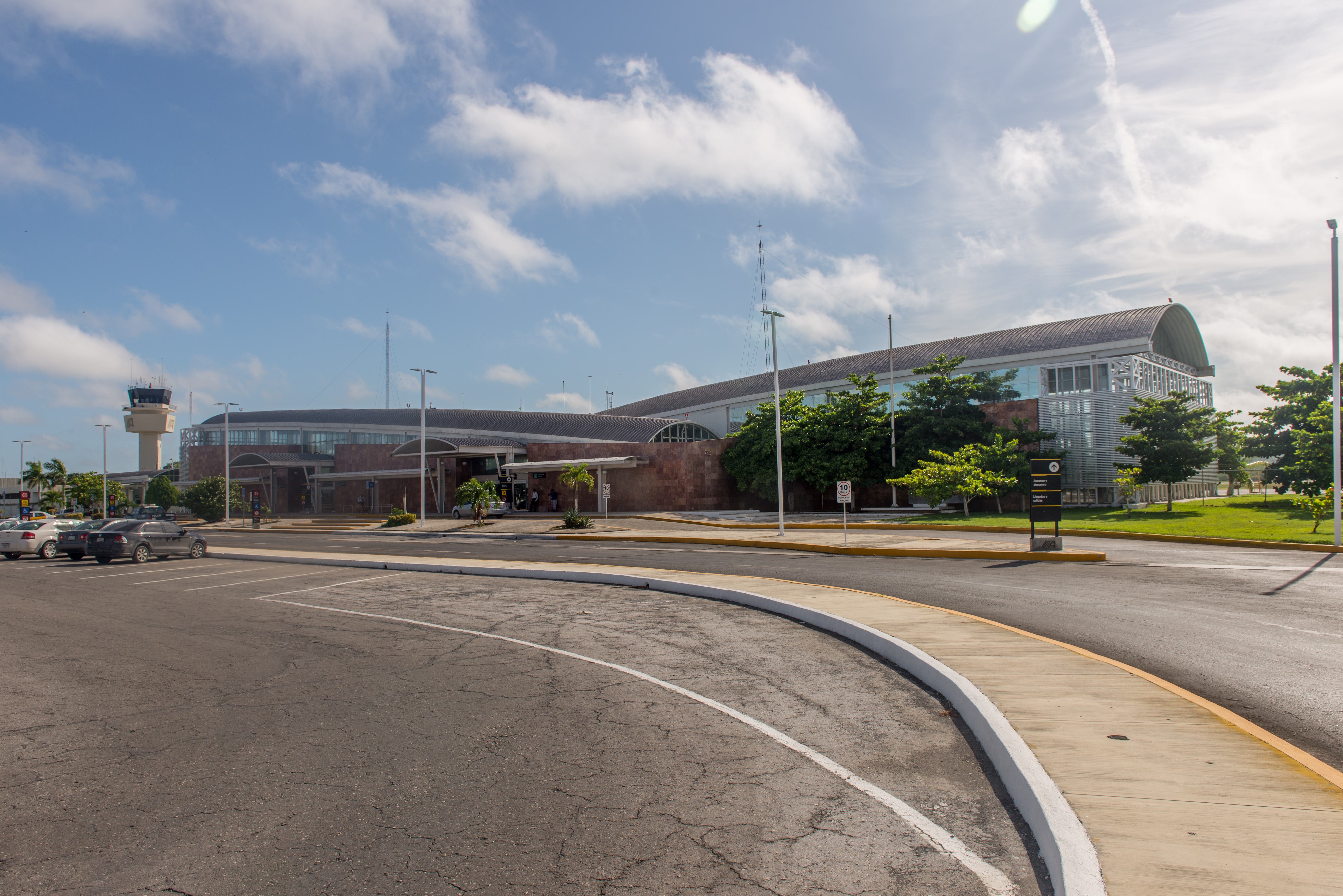
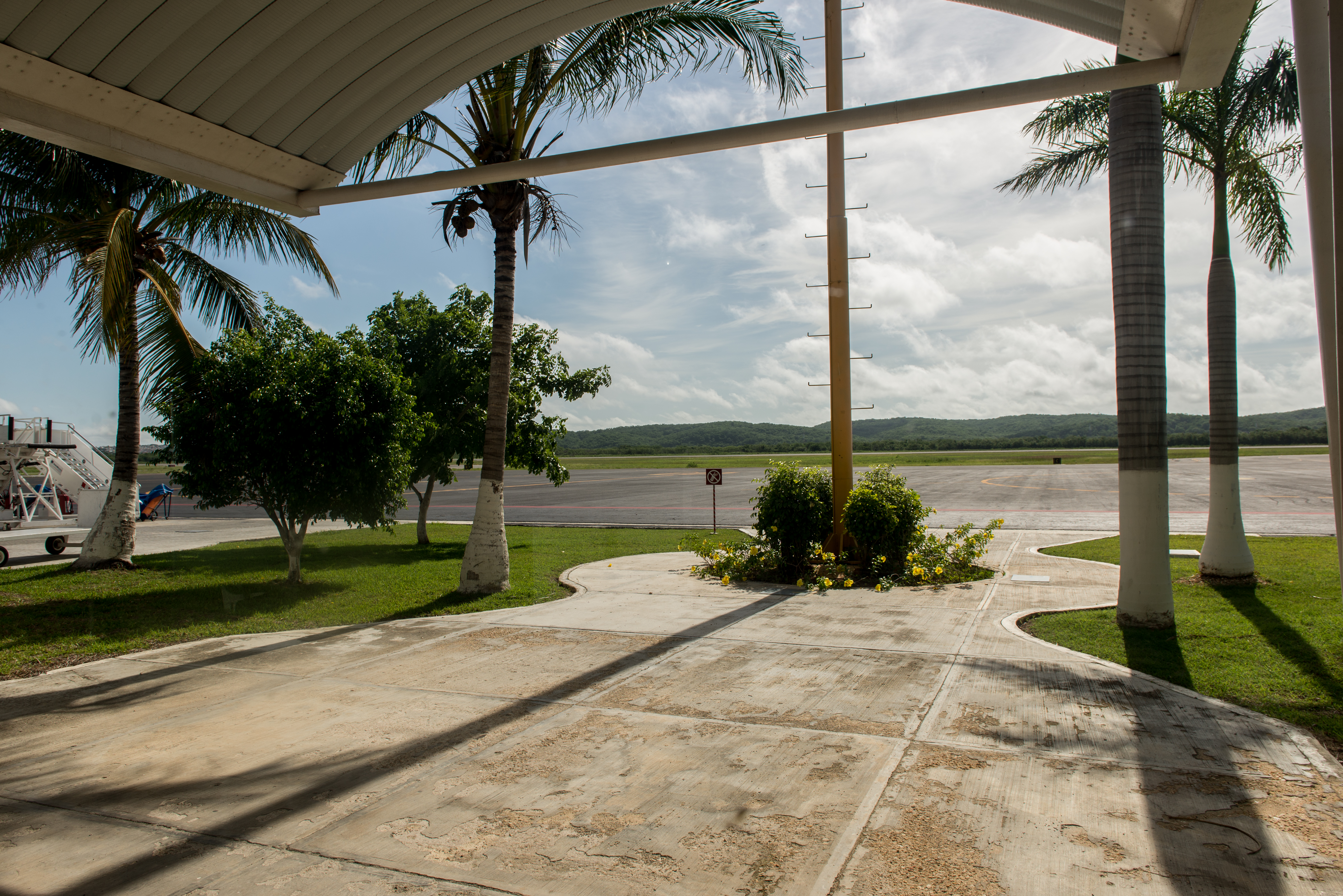
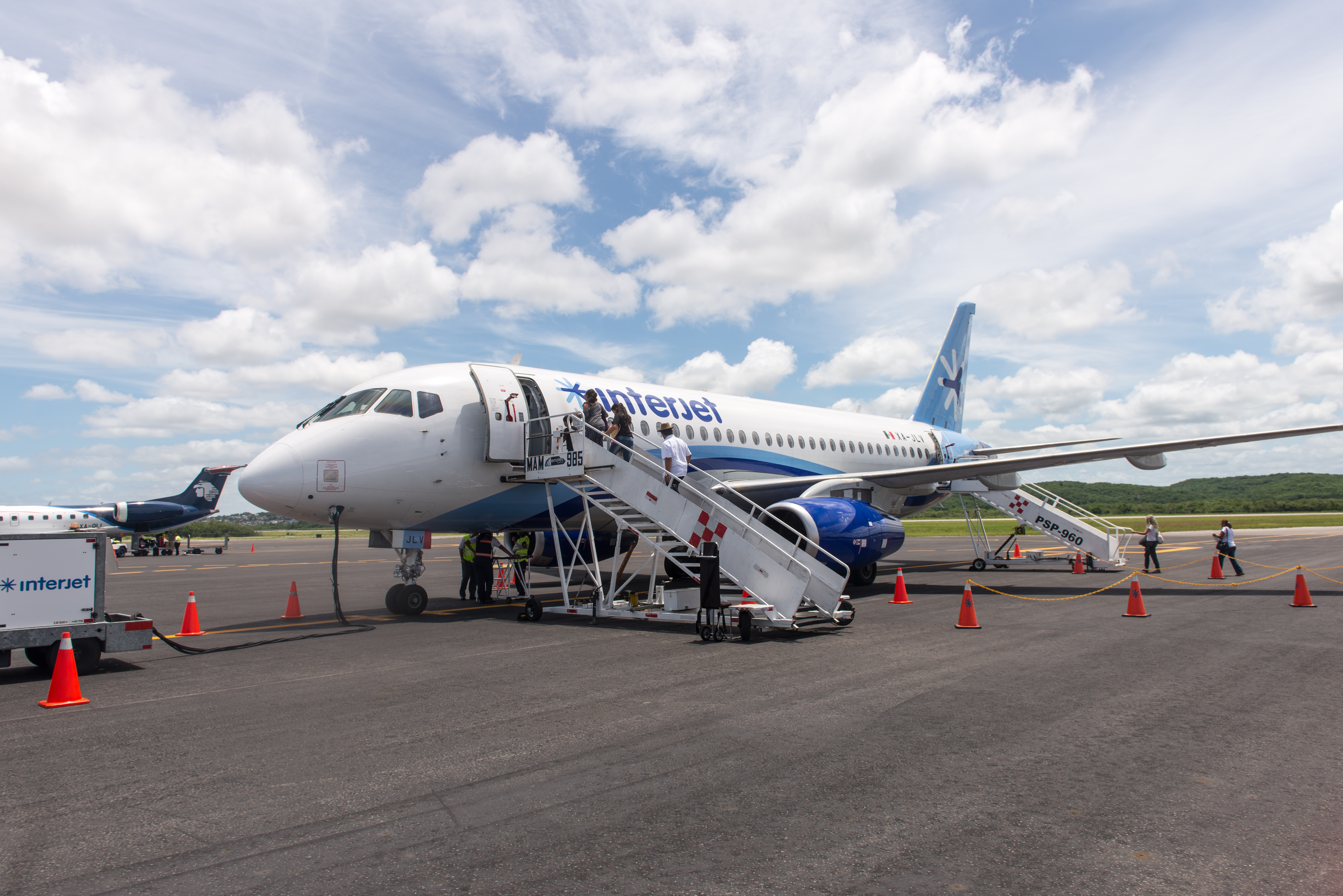
Suchoj Superjet
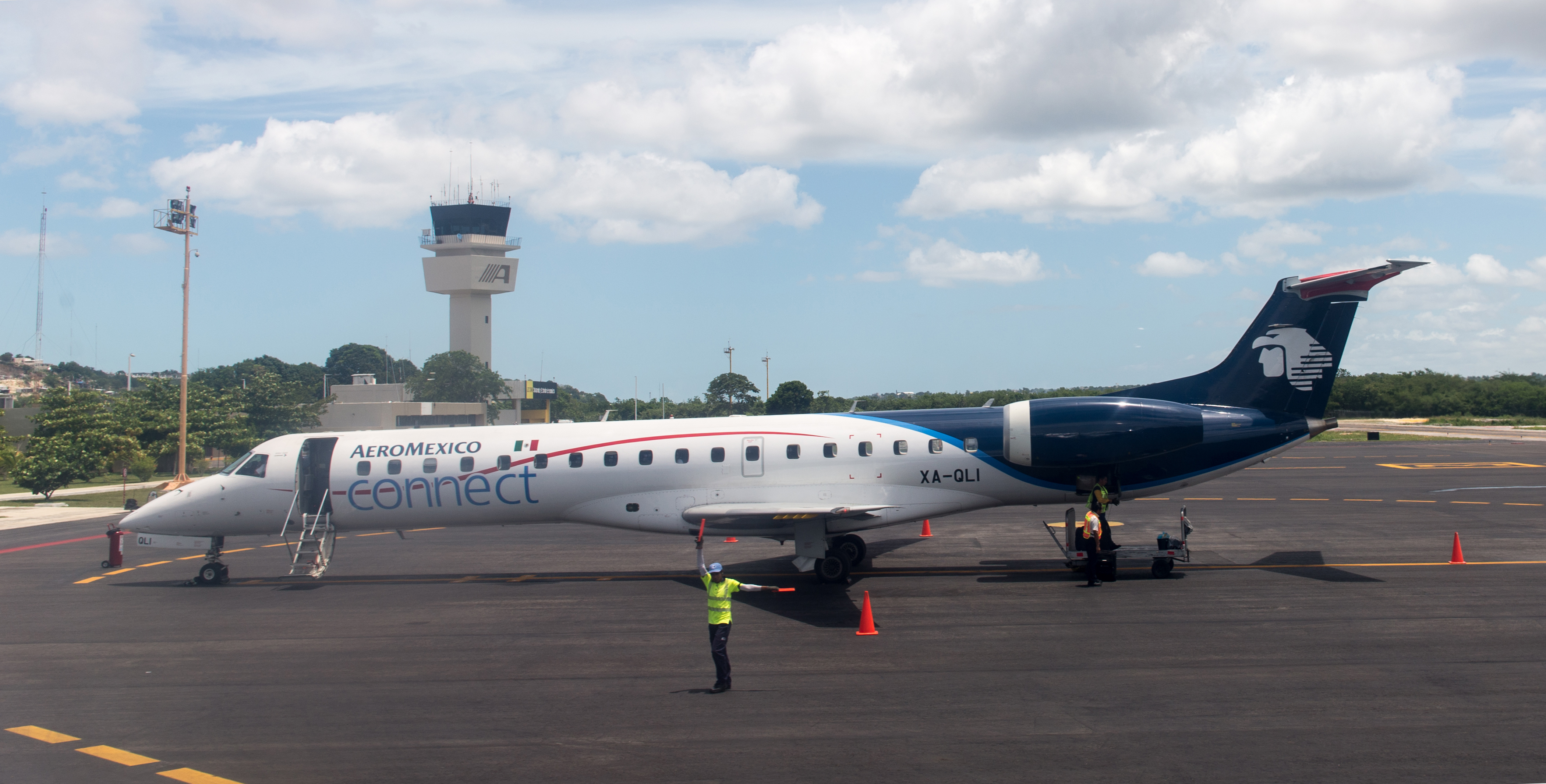
Embraer ERJ-145LU